# 木村暁
木村 暁（きむら さとし、1982年9月5日 - ）は、地方競馬の岩手県競馬組合所属の調教師、元騎手。現役騎手当時の勝負服は胴黄袖黄・胴黒たすき、袖黒一本輪。

## 来歴・人物
2002年岩手競馬でデビュー。初騎乗は2002年4月20日水沢競馬場第5レースでヴィノロッソに騎乗し10頭立ての10着、初勝利は2002年4月29日水沢競馬第4レース（ロイヤルエリート・7戦目）。2005年には全日本新人王争覇戦に出場（6位）。デビュー6年目の2007年は怪我により長期離脱。2009年1月2日水沢第10レースで通算100勝達成（プリズンガール・1545戦目）。
2020年7月28日の盛岡競馬第11競走ハイパーチャージ号に騎乗し1着となり、通算7873戦目で500勝達成となった。
2022年のシアンモア記念でヴァケーションに騎乗し優勝、デビュー戦22年目にして重賞初勝利となった。
2023年11月17日に発表された令和5年度第2回調教師免許試験に合格したため、11月30日をもって騎手を引退、翌12月1日付で調教師免許を取得した。

## 主な騎乗馬
- ヴァケーション（2022年シアンモア記念）